# Ilópolis
Ilópolis is een gemeente in de Braziliaanse deelstaat Rio Grande do Sul. De gemeente telt 4.331 inwoners (schatting 2009).

## Aangrenzende gemeenten
De gemeente grenst aan Anta Gorda, Arvorezinha en Putinga.